# Óscar Olivares (ilustrador)
Óscar Olivares (Caracas, Venezuela, 15 de septiembre de 1996) es un ilustrador venezolano. Inició su carrera en el año 2011 como el primer dibujante del fútbol venezolano.
Su obra ha sido expuesta en gran parte de Venezuela y en ciudades como Miami, Bogotá, Houston, Panamá, Denver, Santo Domingo, Kuala Lumpur, Londres y eventos como el ArtExpo New York y la Florida Supercon.
Ha sido acreedor de diversos reconocimientos como el Premio Iberoamericano de Emprendimiento Online 2015 y el Premio Mara de Oro en 2017 y Mara de Platino en 2022. Es reconocido por sus murales en Venezuela hechos con tapas plásticas.

## Biografía

### Educación
Oscar Olivares es el hijo único de Maribel Matos y Oscar Olivares, quien fallece nueve meses después de su nacimiento. Desde muy pequeño estuvo al cuidado de su madre y sus abuelos: Elba Fuenmayor y Jesús Matos. A los seis años de edad, su madre lo inscribe en un curso de dibujo, sin embargo, Olivares abandona el mismo luego de dos semanas, por la incomodidad producida ante el hecho de verse obligado a dibujar lo que la profesora asignaba. Al iniciar clases en el Colegio María Santísima empieza a jugar fútbol, deporte que sería su primer pasión e inspiración.
Es a los 14 años cuando empieza su carrera dibujando al fútbol venezolano, los jugadores y las hinchadas inspirado por el Caracas FC con lo que llegó a los medios deportivos más importantes del país, siendo el primer dibujante del fútbol nacional. A los 15 años, a finales del 2011 empieza a trabajar en Lavinotinto.com como caricaturista hasta el año 2013.
Estudió la Educación Media en el Colegio María Santísima, donde hay una exposición permanente con sus caricaturas, sin embargo, su preparación artística hasta el momento fue autodidacta, teniendo como tutor a su tío, Ramón Centeno.
En el 2014 crea la serie de Arte con la Bandera de Venezuela y el concepto del Sol como Arepa, que lo ha caracterizado desde entonces. En palabras de Olivares el sol en forma de arepa representa "la luz en las manos de los venezolanos".
Al culminar la Educación Media, inicia estudios de Artes Plásticas en UNEARTE en el 2014.

### Primeras exposiciones y galardones
En febrero de 2015, inaugura su primera exposición individual con 17 obras, llamada: El Amanecer de la Esperanza en la Sala de Exposiciones de la UNIMET. Dos meses después tiene su primera exposición internacional en Miami durante la Expo Sentir Venezuela.  En su regreso a Caracas deja de asistir a la UNEARTE, sintiendo que no estaba avanzando y se inscribe en el Instituto Estudios Sancho, donde realiza sus estudios de Dibujo Artístico y Comics. 
En junio de 2015 le es otorgado el Galardón de la Actitud de la mano de Carlos Saúl Rodríguez. En agosto del mismo año expone en Bogotá y recibe el primer lugar en los Premios Iberoamericanos de Emprendimiento Online 2015, en la categoría de "Mejor Uso en Canales Digitales" y tercer lugar como "Mejor Emprendedor de Iberoamérica". Unos días antes de cumplir 19 años, Olivares expone su obra en Houston y posteriormente viaja a exponer en la Mercedes-Benz FashionWeek Panamá 2015 llevándolo a conoce a Carlos Cruz-Diez en su taller.

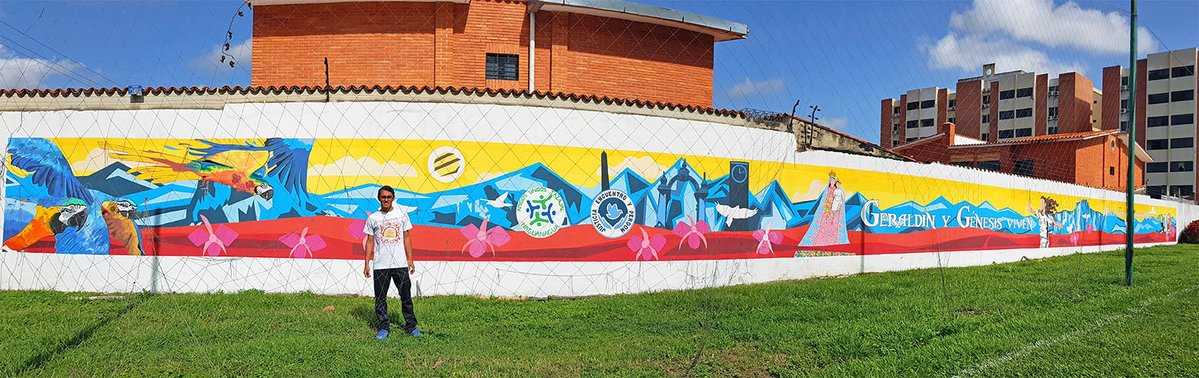
Mural de Oscar Olivares en Tazajal, estado Carabobo

Como parte de las festividades de la Divina Pastora, el 13 de enero del 2016 se inaugura el primer mural con una de sus obras frente al arco de Santa Rosa en el Edo. Lara. Luego inaugura un mural en el Rest. Sabor Venezolano en la ciudad de Miami, FL. En septiembre se inaugura el primer mural venezolano en Hollywood inspirado en una de sus obras. Actualmente cuenta con más de veinte    
murales en Venezuela, Estados Unidos e Italia contando con trece en el Estado Carabobo, cinco en Caracas, tres en Miami, uno en Los Angeles y uno en Foggia.

### Exposición internacional
En abril del año 2017 Olivares fue el artista más joven en exponer en el ArtExpo New York 2017. En New York imparte sus primeras conferencias en inglés y expone la obra Spider-Man having lunch, que llega a ser una de sus piezas más famosas.
La obra de Oscar Olivares está presente en más de 20 países y ha sido invitado para diversos eventos como la Florida Supercon 2017 y el 10mo Passion for Freedom Art Festival de Londres.

### Protestas en Venezuela 2017
Mientras Olivares expone en el ArtExpo New York 2017, se llevan a cabo protestas en Venezuela, durante estos hechos, uno de sus amigos, Juan Pablo Pernalete fue asesinado. Este suceso tiene un impacto muy grande en la vida y obra de Oscar, quien empezando por Juan Pernalete, realiza homenajes a muchos de los jóvenes caídos durante las protestas.
El 6 de junio hace pública la obra titulada “Los héroes de la Libertad”, en donde muestra a casi sesenta de los jóvenes caídos durante las protestas y llega a ser una de sus obras de mayor impacto social publicada en varios medios digitales.

### Murales con tapas plásticas
Como parte de su proyecto Ecoarte, Olivares ha realizado diversos murales en distintos lugares de Venezuela desde 2019, siendo estos Guatire, Cota 905, La Grita, Porlamar, Choroní, entre otros. En 2022, un grupo de manifestantes deterioraron uno de éstos murales con los que Olivares intentaba recibir un récord guiness.
En 2023, fue elegido por Sony Pictures como parte del doblaje de la película Spider-Man: Across the Spider-Verse.

## Exhibiciones
- 2015: El Amanecer de la Esperanza (Exhibición solo). UNIMET. Caracas, Venezuela
- 2015: Expo Sentir Venezuela 2015. Miami Airport Convention Center. Miami, USA
- 2015: 1era Feria de Venezolanos en Colombia 2015. Bogotá, Colombia
- 2015: Olivares Sin Fronteras (Exhibición solo). CaféCulture. Bogotá, Colombia
- 2015: Festival Viva Venezuela 2015. Equestrian Centre. Houston, USA
- 2015: Mercedes-Benz Fashion Week Panamá 2015. Atlapa. Panamá, Panamá
- 2016: Expo Sentir Venezuela 2016. Miami Airport Convention Center. Miami, USA
- 2016: Festival de Venezolanos en Denver 2016. War Memorial Park. Denver, USA
- 2017: ArtExpo New York 2017. Pier 94. New York, USA.[10]
- 2017: Ilustrando un país. UCAB. Caracas, Venezuela.
- 2017: Encuentro Solidario por la Libertad (Exhibición solo) Hotel El Panama. Panama, Panama.
- 2017: Florida Supercon 2017. Fort Laudardale, USA.
- 2017: Hay un héroe en todos nosotros. (Exhibición solo) Miami, USA.
- 2017: Awaken the hero within. (Exhibición solo) Limkokwing University. Kuala Lumpur, Malasia.
- 2017: Awaken the hero within. (Exhibición solo) HELP College. Kuala Lumpur, Malasia.
- 2017: International Arepa Day. El Maiz Venezuelan Cuisine. Kuala Lumpur, Malasia.
- 2017: Animate Florida. Miami Airport Convention Centre. Miami. USA.
- 2017: Spectrum Miami. Miami, USA.
- 2018: Artexpo Las Vegas 2018. Las Vegas, USA
- 2018: Hay un héroe en todos nosotros. (Exhibición solo) WTC Hesperia. Valencia, Venezuela.
- 2018:  ArtExpo New York 2018. Pier 94. New York, USA.
- 2018: Sentir Venezolano 2018. War Memorial Park. Denver, USA.
- 2018: Una Luz Infinita (Exhibición solo) Tolón Fashion Mall. Caracas, Venezuela.
- 2018: Viva Venezuela Fest 2018. City Hall. Houston, USA
- 2018: Passion for Freedom Art Festival. Royal Opera Arcade Gallery & La Galleria Pall Mall, Londres, Reino Unido.

## Premios
- 2015: "Galardón de la Actitud" de Todo Actitud "Por servir de inspiración a los demás y ser un ejemplo de Gente con Actitud"
- 2015: 1er Lugar en los Premios Iberoamericanos de Emprendimiento Online - Bogotá 2015. Categoría: Mejor Uso de Canales Digitales.
- 2015: 3er Lugar en los Premios Iberoamericanos de Emprendimiento Online - Bogotá 2015. Categoría: Mejor Emprendedor de Iberoamérica.
- 2016: Reconocimiento de parte del Concejo Municipal de Maracaibo, Comisión de Participación Ciudadana, Asistencia y Bienestar Social.
- 2016: Reconocimiento "Orgullo Venezolano 2016" de SOS Venezuela-Denver "Por su creativa y valiosa contribución en el mundo del arte digital en Venezuela"
- 2017: Medalla "Honor al Mérito" en su única clase, de parte de la Gobernación del Estado Bolivariano de Miranda, y su gobernador Henrique Capriles Radonski.
- 2017: Premio Mara de Oro como Artista visual venezolano destacado del año de proyección internacional.[23]
- 2017: Distinción Honorífica "Botón del Concejo Municipal de Chacao"
- 2017: Orden San Antonio de Padua en su Única Clase de parte de la Alcaldía del Municipio Los Salias.
- 2022: Premio Mara de Platino, como Artista visual venezolano destacado del año de proyección internacional